# Rachispoda intermedia
Rachispoda intermedia är en tvåvingeart som först beskrevs av Oswald Duda 1918.  Rachispoda intermedia ingår i släktet Rachispoda, och familjen hoppflugor. Arten är reproducerande i Sverige.